# Famille d'Arpajon
Pour les articles homonymes, voir Arpajon (homonymie).
La famille d'Arpajon était l'une des plus grandes familles médiévales du Rouergue jusqu'à son extinction au XVIIIe siècle. 

## Origines
La famille d'Arpajon, branche puînée des comtes de Rodez, tirait son nom d'une seigneurie gentilhommière qu'elle possédait et qui comptait sur son territoire un château de ce nom situé dans le Gévaudan, près de l'ancien château d'Hauterives (Gorges du Tarn), sur la paroisse de Saint-Hilaire de la Parade, sur le causse Méjean, actuellement en Lozère.

## Possessions
La terre d'Arpajon a été érigée en duché-pairie (non enregistré) en décembre 1650 (le siège est fixé à Séverac-le-Château) puis en mars 1655 (le duché est alors sis à Calmont et Séverac redevient un marquisat), pour Louis d'Arpajon, qui était aussi le seigneur de Brousse, Montclar, …

## Personnalités
- Bernard I Calmont-Plancatge (teste en 1230), fils de Hugues Ier de Rodez et d'Ermengarde de Creissels, cité dans le cartulaire de l'abbaye de Bonnecombe rédigé en 1200. ∞ Rique de Cabrières, fille d'Umbert de Cabrières, dont 3 enfants : Bernard II, Bérenger et Ermengarde.
- Béranger I d'Arpajon, présent aux États généraux convoqués à Paris en 1317.
- Bertrand, fils de Bérenger II d'Arpajon, chevalier de Saint-Jean de Jérusalem, commandeur de La Selve (1396), grand prieur de Saint-Gilles (1420-1448)[4].
- Bertrandon, dit Tandon d'Arpajon, frère du précédent, chevalier hospitalier, commandeur de Palhers et de La Capelle-Livron, grand prieur de Toulouse (1436-1448)[4].
- Guillaume, frère des précédents, évêque de Cahors (1404-1431)[5].
- Pierre, protonotaire du Saint-Siège, abbé de Saint-André de Villeneuve-lès-Avignon (1478-1521).
- Gui I d'Arpajon, baron d'Arpajon, chambellan du roi Louis XI, qui le nomme le 16 septembre 1478 chef de l'ambassade envoyée au pape Sixte IV.
- Louise, fille du précédent, abbesse de l'Arpajonie (1507).
- Jean V († 1634), baron d'Arpajon et de Séverac, sénéchal et gouverneur du Rouergue (1592-1596).
- Jean d'Arpajon (†1677), fils du précédent, reçu chevalier de l'ordre de Saint-Jean de Jérusalem en 1604, grand commandeur († 1664), prieur de Saint-Gilles (1664-1677)[6].
- Alexandre, frère du précédent, chevalier de l'ordre de Saint-Jean de Jérusalem.
- Aldonce († 1673) sœur des précédents, abbesse de Millau (1619).
- Louis Ier (1601-1679), duc et pair de France, général du roi Louis XIII.

## Armes
Armes parlantes (Harpe/Arpajon).

De gueules à la harpe d'or
Louis VI d'Arpajon : Écartelé, au premier et au quatrième d'azur aux trois fleurs de lys d'or et à la bordure du même, au deuxième et au troisième de gueules à la harpe d'or
Famille d’Arpajon 1522
Louis d’Arpajon, duc d'Arpajon (duché-pairie érigé en 1650) : Écartelé au 1 de Toulouse; au 2 de Sévérac (d'argent à quatre pals de gueules); au 3 d'Arpajon; au 4 d'azur à 3 fleurs de lis d'Or posées 2 et 1, au bâton de gueules, l'écu brisé d'une barre de gueules brochant sur le tout qui est de Bourbon-Roussillon. Brochant sur le tout les armes de la religion qui sont de gueules à la croix d'argent. Couronne de duc et pair[8]. Écartelé: au 1, de gueules, à la croix de croix de Toulouse, vidée, cléchée et pommetée d'or (Toulouse, comtes de Lautrec) ; au 2, d'argent, à quatre pals de gueules, (Séverac) ; au 3, de gueules, à la harpe d'or (Arpajon); au 4, d'azur, à trois fleurs-de-lis d'or, au bâton noueux de gueules péri en barre (Bourbon-Roussillon). Sur le tout de gueules, à la croix d'argent de l'Ordre de Malte. La croix de Malte après 1645[7].